# Liste der denkmalgeschützten Objekte in Eisenkappel-Vellach
Die Liste der denkmalgeschützten Objekte in Eisenkappel-Vellach enthält die 25 denkmalgeschützten, unbeweglichen Objekte der Gemeinde Eisenkappel-Vellach.

## Denkmäler
| Foto |                 | Denkmal                                                                                           | Standort                                             | Beschreibung | Metadaten |
| ---- | --------------- | ------------------------------------------------------------------------------------------------- | ---------------------------------------------------- | --- | --- |
| ja   | Datei hochladen | Schloss Hagenegg HERIS-ID: 35450 Objekt-ID: 34210                                                 | Vellach 1 (Schloß Hagenegg) Standort KG: Bad Vellach | Das Schloss Hagenegg befindet sich inmitten einer englischen Parklandschaft. Der Name Schlosses bezieht sich auf das Geschlecht „derer von Hagen“ die im 15. und 16. Jahrhundert ununterbrochen landesfürstliche Ämter in Kappel bekleideten. Im Jahr 1643 ging das Gebäude in den Besitz von Johann Andreas von Rosenberg über. In der Folge wechselte die Besitzer mehrmals, bis schließlich 1887 die Grafen Thurn-Valsassina das Schloss erworben. Der älteste Teil des Gebäudekomplexes geht auf eine 1316 erwähnte Anlage zurück. Beim dominierenden Teil des Komplexes handelt es sich um ein zweigeschoßiges, siebenachsiges Gebäude aus der zweiten Hälfte des 17. Jahrhunderts. Die Ostfassade wird von zwei übereck gestellten Türmen flankiert, die von einem Zwiebelhelm bedeckt werden. Der barocke Trakt ist durch Seitenflügel gegen Westen mit dem Gebäude des 15./16. Jahrhunderts verbunden. Im Westtrakt befinden sich eine Holzkassettendecke des 16. Jahrhunderts, im Osttrakt zwei Räume mit barocken Stuckdecken (um 1680) sowie einfachen Stuck aus dem 18. Jahrhundert. Die Schlosskapelle zum Heiligen Josef befindet sich in der Südwestecke des Gebäudes. Das Altarblatt vom Ende des 17. Jahrhunderts zeigt die Heilige Familie. In der Kapelle befindet sich außerdem noch eine spätgotische Leonhardfigur aus der Mitte des 15. Jahrhunderts. | BDA-Hist.: Q21876843 Status: Bescheid Stand der BDA-Liste: 2025-06-30 Name: Schloss Hagenegg GstNr.: .5/1                                                                               |
| ja   | Datei hochladen | Villa Gouverneur-Stöckl HERIS-ID: 35451 Objekt-ID: 34211                                          | Vellach 68 Standort KG: Bad Vellach                  | Der Biedermeierbau wurde 1830 als Sommerhaus des ehemaligen Gouverneurs von Illyrien, Joseph Camillo von Schmidburg, erbaut. Im Inneren befindet sich eine Sandstein-Madonna mit Kind aus dem 14. Jahrhundert. Die Figur ist jedoch teilweise zerstört. | BDA-Hist.: Q37964338 Status: Bescheid Stand der BDA-Liste: 2025-06-30 Name: Villa Gouverneur-Stöckl GstNr.: .41                                                                         |
| ja   | Datei hochladen | Kapelle Hl. Dreifaltigkeit HERIS-ID: 67917 Objekt-ID: 80903                                       | bei Vellach 102 Standort KG: Bad Vellach             | Die Kapelle wurde 1823 im Biedermeierstil erbaut und weist einen Dachreiter sowie eine Vorlaube auf Holzsäulen auf. Das Langhaus ist flach gedeckt. Im Inneren befindet sich ein Altar, dessen Altarbild die vier Evangelisten und die Heilige Dreifaltigkeit darstellt. Das Bild ist mit Pototschnig 1823 signiert. | BDA-Hist.: Q38117905 Status: § 2a Stand der BDA-Liste: 2025-06-30 Name: Kapelle Hl. Dreifaltigkeit GstNr.: 883                                                                          |
| ja   | Datei hochladen | Kath. Pfarrkirche hl. Johannes der Täufer mit Friedhof HERIS-ID: 53562 Objekt-ID: 61550           | Ebriach Standort KG: Ebriach                         | Urkundlich 1367 erwähnt (Kapelle hl. Maria in Obriach 1154?). 1987 Innenrestaurierung, 1993 Außenrestaurierung. Kleiner schindelgedeckter, im Kern romanischer, gotisch veränderter und barock erweiterter Bau, Chor mit Strebepfeilern Mitte des 14. Jahrhunderts. Turm an der Nord-Seite des Schiffes romanisch. Spätgotisches West-Portal. Spätgotisches Christophorusfresko bezeichnet 1525 an der Ost-Wand des Turmes (die unteren Teile stark verwittert). | BDA-Hist.: Q38057588 Status: § 2a Stand der BDA-Liste: 2025-06-30 Name: Kath. Pfarrkirche hl. Johannes der Täufer mit Friedhof GstNr.: .84, 433 Pfarrkirche Ebriach                     |
| ja   | Datei hochladen | Kath. Filialkirche hl. Leonhard HERIS-ID: 53561 Objekt-ID: 61549                                  | Ebriach 19 Standort KG: Ebriach                      | Auf einem bewaldeten Bergkegel. Kleiner Bau der zweiten Hälfte des 15. Jahrhunderts. Dachreiter und Vorlaube 19. Jahrhundert (?). Im Schiff flache Holzdecke. Gotischer Triumphbogen. Zweijochiger Chor mit 3/8-Schluss, Netzrippengewölbe, 1881 renoviert. | BDA-Hist.: Q38057570 Status: § 2a Stand der BDA-Liste: 2025-06-30 Name: Kath. Filialkirche hl. Leonhard GstNr.: .89 Filialkirche hl. Leonhard, Ebriach, Eisenkappel                     |
| ja   | Datei hochladen | Pfarrhof HERIS-ID: 53560 Objekt-ID: 61548                                                         | Ebriach 20 Standort KG: Ebriach                      | Beim Pfarrhof Ebriach handelt es sich um einen dreigeschoßigen, kubischen Barockbau mit einem, mit einem Vordach versehenen, gemauerten Stiegenaufgang. Das Wirtschaftsgebäude wurde 1997 als Aufbahrungshalle adaptiert. | BDA-Hist.: Q38057560 Status: § 2a Stand der BDA-Liste: 2025-06-30 Name: Pfarrhof GstNr.: .82                                                                                            |
| ja   | Datei hochladen | Kapelle Kosamurnik HERIS-ID: 46742 Objekt-ID: 48884                                               | Ebriach 9 Standort KG: Ebriach                       | In der Holzkapelle vulgo Kožamurnik zeigen gemalte Szenen die Kindheits- und Leidensgeschichte Jesu. Sie beinhaltet außerdem eine Nachbildung des Heiligen Grabes, ein frühbarockes Kruzifix aus dem 17. Jahrhundert, eine Plastik Christus in der Rast sowie ein plastisches Andachtsbild Christus im Elend. | BDA-Hist.: Q38023343 Status: Bescheid Stand der BDA-Liste: 2025-06-30 Name: Kapelle Kosamurnik GstNr.: .49/1 Kapelle Kožamurnik (Ebriach)                                               |
| ja   | Datei hochladen | Figur hl. Johannes Nepomuk HERIS-ID: 67918 Objekt-ID: 80904                                       | Bad Eisenkappel Standort KG: Eisenkappel             | Der Bildstock mit der Figur des Heiligen Johannes Nepomuk befindet sich an der Lobnigbrücke und stammt um das Jahr 1740. | BDA-Hist.: Q38117914 Status: § 2a Stand der BDA-Liste: 2025-06-30 Name: Figur hl. Johannes Nepomuk GstNr.: 634/2                                                                        |
| ja   | Datei hochladen | Wegkapelle HERIS-ID: 67876 Objekt-ID: 80859                                                       | Bad Eisenkappel Standort KG: Eisenkappel             | Die Wegkapelle befindet sich südöstlich des Friedhofs und zeigt eine bemerkenswerte Kreuzigungsgruppe aus dem 19. Jahrhundert vor dem gemalten Berg Golgotha. Die Kapelle ist mit der Jahreszahl 1864 bezeichnet und ist in ihrer Gesamtheit bemalt. | BDA-Hist.: Q38117762 Status: § 2a Stand der BDA-Liste: 2025-06-30 Name: Wegkapelle GstNr.: .43 Eisenkappel - Wegkapelle                                                                 |
| ja   | Datei hochladen | Wegkapelle Rohrekreuz HERIS-ID: 57344 Objekt-ID: 67309                                            | bei Bad Eisenkappel 50 Standort KG: Eisenkappel      | Die Wegkapelle Rohrekreuz befindet sich beim südlichen Ortsausgang von Eisenkappel. Eine Schnitzgruppe stellt ein Kruzifix zwischen Schächern dar. Die Kapelle wurde in der 1. Hälfte des 18. Jahrhunderts errichtet. | BDA-Hist.: Q38076063 Status: Bescheid Stand der BDA-Liste: 2025-06-30 Name: Wegkapelle Rohrekreuz GstNr.: 630/10 Eisenkappel - Rohrerkreuz                                              |
| ja   | Datei hochladen | Türkenschanze HERIS-ID: 46752 Objekt-ID: 48904                                                    | Bad Eisenkappel Standort KG: Eisenkappel             | Bei den Türkenschanzen handelt es sich um eine im Kern spätmittelalterliche Talsperre aus der zweiten Hälfte des 15. Jahrhunderts. Im 16. Jahrhundert wurde am westlichen Vellachufer eine weitere (dreieckige) Schanze errichtet. Noch erhalten sind die dreieckige Schanze sowie Reste von zwei Türmen und Teile der Sperrmauer. Die Talsperre dienten dem Schutz Eisenkappels während der Türkeneinfälle. | BDA-Hist.: Q2464503 Status: Bescheid Stand der BDA-Liste: 2025-06-30 Name: Türkenschanze GstNr.: 2/5, 3/14, 3/11 Türkenschanze Bad Eisenkappel                                          |
| ja   | Datei hochladen | Wohnhaus, Wostebehausung HERIS-ID: 67935 Objekt-ID: 80923                                         | Bad Eisenkappel 20 Standort KG: Eisenkappel          | Das dreigeschoßige Gebäude am Hauptplatz hat im Erdgeschoß spätmittelalterliche Gewölbe. | BDA-Hist.: Q38118005 Status: Bescheid Stand der BDA-Liste: 2025-06-30 Name: Wohnhaus, Wostebehausung GstNr.: .151 Wostebehausung                                                        |
| BW   | Datei hochladen | Rohre-Schmiede HERIS-ID: 112135 Objekt-ID: 130189seit 2015                                        | Bad Eisenkappel 49 Standort KG: Eisenkappel          | Die ehemalige Huf-, Nagel- und Wagenschmiede in dem um 1680 errichteten Gebäude wurde ab 2008 instand gesetzt und wird als Schauschmiede betrieben. | BDA-Hist.: Q37828690 Status: Bescheid Stand der BDA-Liste: 2025-06-30 Name: Rohre-Schmiede GstNr.: .185, 633/3                                                                          |
| ja   | Datei hochladen | Pfarrhof HERIS-ID: 53568 Objekt-ID: 61560                                                         | Bad Eisenkappel 71, 72 Standort KG: Eisenkappel      | Beim Pfarrhof handelt es sich um einen zweigeschoßigen Bau mit einem Speichergeschoß sowie einem seichten Mittelrisalit. Die Fassadengestaltung stammt aus der Mitte des 19. Jahrhunderts. | BDA-Hist.: Q38057638 Status: § 2a Stand der BDA-Liste: 2025-06-30 Name: Pfarrhof GstNr.: .212, .215 Pfarrhof Eisenkappel                                                                |
| ja   | Datei hochladen | Kath. Pfarrkirche hl. Michael HERIS-ID: 53570 Objekt-ID: 61562                                    | Bad Eisenkappel 72 Standort KG: Eisenkappel          | Eine Kirche urkundlich erwähnt zwischen 1050 und 1065; Pfarre 1106(?) oder erst im 13. Jahrhundert. Gotischer Bau; das Langhaus (nach Zerstörung durch die Türken 1473) im späten 15. Jahrhundert als dreischiffige Halle errichtet. Hoher schmaler Chor, 14. Jahrhundert. In der Außenerscheinung durch Renovierung 1885 geprägt. Turm an der Südwestecke, im Kern älter als der übrige Bau, in das Langhaus einbezogen; Turmhelm 19. Jahrhundert Anbauten seitlich des Chores. Spätgotisches Süd- und West-Portal. | BDA-Hist.: Q22582492 Status: § 2a Stand der BDA-Liste: 2025-06-30 Name: Kath. Pfarrkirche hl. Michael GstNr.: .210 Pfarrkirche Eisenkappel                                              |
| ja   | Datei hochladen | Bezirksgericht HERIS-ID: 53569 Objekt-ID: 61561                                                   | Bad Eisenkappel 75-76 Standort KG: Eisenkappel       | Das Bezirksgericht ist ein zweigeschoßiger, siebenachsiger Bau mit einer schlichten, erneuerten Fassade. Im Erdgeschoß des Gebäudes, das im Kern auf das 17. Jahrhundert zurückgeht, befindet sich ein Gewölbe. | BDA-Hist.: Q38057649 Status: Bescheid Stand der BDA-Liste: 2025-06-30 Name: Bezirksgericht GstNr.: .218                                                                                 |
| ja   | Datei hochladen | Kath. Filialkirche Maria Dorn HERIS-ID: 35449 Objekt-ID: 34209                                    | Bad Eisenkappel 147 Standort KG: Eisenkappel         | Am Südhand des nördlichen Ortsausganges, von dem im 19. Jahrhundert hierher verlegten Friedhof umgeben. Wahrscheinlich die 1154 urkundlich erwähnte Kapelle heilige Maria Obriach als Vorgängerbau. Urkundlich 1386 (geweiht). Spätbarocker Bau, viertes Viertel des 15. Jahrhunderts, mit Mauerteilen aus dem 14. Jahrhundert. Gotischer Nord-Turm mit Spitzhelm, Zwillingsfenster im Glockengeschoß; westlich davon spätbarocker Kapellenanbau, Portal mit Eisenplattentür. Polygonaler Chor mit dreistufigen Strebepfeilern; südlich zweigeschoßiger Sakristeianbau. Profiliertes, spitzbogiges Südportal mit Eisenplattentür. An der West-Fassade drei spätgotische Portale; die seitlichen Portale mit Eisenplattentüren; nordwestlicher Aufgang zur Empore. Im vermauerten Mittelportal der West-Fassade barockes Gemälde Maria Dorn; über dem Südportal spätgotische Wandmalereien: Beweinung Christi, Marientod; am benachbarten Strebepfeiler heilige Anna selbdritt und Halbfigur mit zwei Löwen (heiliger Veit oder Hieronymus?), um 1490. Westlich an der Süd-Wand übermaltes Christophorusgemälde. | BDA-Hist.: Q23692100 Status: § 2a Stand der BDA-Liste: 2025-06-30 Name: Kath. Filialkirche Maria Dorn GstNr.: .42/1 Eisenkappel - Maria Dorn                                            |
| ja   | Datei hochladen | Partisanendenkmal Völkermarkt und Eisenkappel-Vellach HERIS-ID: 113775 Objekt-ID: 132146seit 2020 | bei Koprein Petzen 3 Standort KG: Koprein-Sonnseite  | Das Partisanendenkmal war eines der wenigen monumentalen, antifaschistischen Denkmäler im Stile des sozialistischen Realismus in Österreich. Es stammte vom kroatisch-österreichischen Künstler Marjan Matijević (1907–1971), wurde 1947 am Friedhof St. Ruprecht in Völkermarkt aufgestellt, 1953 durch einen Sprengstoffanschlag zerstört. Der Sockel verblieb in Völkermarkt, die Figurengruppe steht seit 1983 am Peršmanhof in Eisenkappel-Vellach. | BDA-Hist.: Q105647194 Status: Bescheid Stand der BDA-Liste: 2025-06-30 Name: Partisanendenkmal Völkermarkt und Eisenkappel-Vellach GstNr.: 747                                          |
| ja   | Datei hochladen | Burgruine Alt-Rechberg HERIS-ID: 67933 Objekt-ID: 80921                                           | Rechberg Standort KG: Rechberg                       | Die Burgruine Altrechberg befindet sich auf einer Anhöhe westlich der Kirche und der Kommende und wurde 1236 erstmals urkundlich erwähnt. Sie wurde später Eigentum der Kärntner Herzöge. Teile des Bergfrieds aus der ersten Hälfte des 13. Jahrhunderts, der ehemalige Halsgraben, zwei hohe Brückenpfeiler sowie spätmittelalterliche Bauteile sind erhalten. | BDA-Hist.: Q4998702 Status: § 2a Stand der BDA-Liste: 2025-06-30 Name: Burgruine Alt-Rechberg GstNr.: 113 Burgruine Rechberg                                                            |
| ja   | Datei hochladen | Ehem. Kommende Rechberg, ehem. Schloss, Pfarrhof und Wehrmauer HERIS-ID: 54496 Objekt-ID: 62787   | Rechberg 1 Standort KG: Rechberg                     | Das Schloss wurde 1495 dem St.-Georgs-Ritterorden als Kommende gestiftet. Nach der Auflösung des Ordens 1598 wurde das Schloss, wie alle anderen Ordensbesitzungen, den Jesuiten übergeben. Diese waren bis zu ihrer eigenen, vorübergehenden Auflösung im Jahr 1773 Besitzer des Schlosses. Das Gebäude ist ein dreigeschoßiger, kubischer, von einem Walmdach überdeckter, Bau mit einem turmartigen Vorbau im Nordwesten. Knapp unter dem Dach sind Schießscharten zu sehen. Das Schloss ist im Kern vom Ende des 15. Jahrhunderts an dem jedoch im 16. und 17. Jahrhundert (im Inneren auch im 19. Jahrhundert) Veränderungen vorgenommen wurden. An der Westwand befindet sich ein Fresko des Heiligen Georg (ehemals bezeichnet 1581). Dem Gebäude ist bergseitig ein umbauter Vorhof vorgelagert, an dem der Kirchhof angrenzt. | BDA-Hist.: Q38061055 Status: § 2a Stand der BDA-Liste: 2025-06-30 Name: Ehem. Kommende Rechberg, ehem. Schloss, Pfarrhof und Wehrmauer GstNr.: .2/1, 108/2, 105/1, 685 Schloss Rechberg |
| ja   | Datei hochladen | Karner HERIS-ID: 57666 Objekt-ID: 67917                                                           | Rechberg 2 Standort KG: Rechberg                     | Der Karner ist ein zweigeschoßiger, romanischer Rundbau mit einer halbkreisförmigen Apsis und zwei spitzen Kegeldächern. Der Grundriss besteht aus zwei konzentrischen, übereinander gestaffelten Kreisen. Im Obergeschoß befindet sich der Kapellenraum, der ein Kuppelgewölbe und eine Rundapsis aufweist. Der Eingang zum Karner befindet sich unter der Apsis. Wandmalereien sind nur noch in Resten erhalten, darunter Medaillons und eine Maria lactans aus dem 16. Jahrhundert, sowie zwei Jahresinschriften (1568 und 1571). Eine Glasscheibe, vermutlich aus dem Jahr 1510, die den Heiligen Georg darstellt, befindet sich zurzeit im Stiftsmuseum Millstatt. 1993 wurde das Gebäude mit Fichtenschindeln (in der sogenannten windischen Deckung) neu gedeckt. | BDA-Hist.: Q38077762 Status: § 2a Stand der BDA-Liste: 2025-06-30 Name: Karner GstNr.: .1 Karner Rechberg                                                                               |
| ja   | Datei hochladen | Kath. Pfarrkirche hl. Bartholomäus und Friedhof HERIS-ID: 54497 Objekt-ID: 62788                  | Rechberg 2 Standort KG: Rechberg                     | Von Friedhof umgeben, oberhalb des südlichen Ortsrandes, urkundlich 1321 erwähnt, Pfarre 1408. 1994 Außenrestaurierung. 1996 Innenrestaurierung. Chorturmkirche aus der ersten Hälfte des 13. Jahrhunderts, gotisch verändert und barockisiert. Zwischen dem ehemaligen romanischen Schiff und dem gotischen Chor mit Strebepfeilern, quadratischer Turm mit hohem Pyramidendach. Nördlich des Turmes gotische Sakristei (heute Kapelle), südlich von Turm und Chor Anbauten 1874. | BDA-Hist.: Q38061066 Status: § 2a Stand der BDA-Liste: 2025-06-30 Name: Kath. Pfarrkirche hl. Bartholomäus und Friedhof GstNr.: .1 Pfarrkirche Heiliger Bartholomäus (Rechberg)         |
| ja   | Datei hochladen | Kath. Filialkirche hl. Leonhard (auf der Sulzbacheralpe) HERIS-ID: 54535 Objekt-ID: 62832         | Remschenig 21 Standort KG: Remschenig                | Südöstlich von Bad Eisenkappel. Eine der höchstgelegenen Kirchen Kärntens (1334 m), an einem Berghang. Kleiner barocker Bau, im Kern älter. West-Turm mit Lisenengliederung und Zwiebelhelm. Im untersten Geschoß Vorlaube. Nord- und West-Portal gotisch. Im Inneren schablonierte Flachdecke bezeichnet 1670, mit Darstellungen der vier Evangelisten, Heilige Laurentius und Leonhard. Tief eingezogener gotischer Triumphbogen. Im polygonalen Chor Stuckgratgewölbe des 17. Jahrhunderts. Um den Bau Leonhardskette. | BDA-Hist.: Q38061193 Status: § 2a Stand der BDA-Liste: 2025-06-30 Name: Kath. Filialkirche hl. Leonhard (auf der Sulzbacheralpe) GstNr.: .199                                           |
| ja   | Datei hochladen | Kath. Filialkirche hl. Margaretha HERIS-ID: 54534 Objekt-ID: 62831                                | Remschenig 25 Standort KG: Remschenig                | Die kleine, im Kern romanische Kirche hat einen kreuzrippengewölbten Chor mit gotischem 3/8-Schluss und Strebepfeilern und einen mächtigen romanischen Turm an der Chornordwand. Wandmalereien in Langhaus und Chor stammen aus dem 14. bzw. 15. Jahrhundert. Die drei Altäre sind vom Ende des 17. Jahrhunderts. | BDA-Hist.: Q1413154 Status: § 2a Stand der BDA-Liste: 2025-06-30 Name: Kath. Filialkirche hl. Margaretha GstNr.: .210 Filialkirche St. Margaretha (Eisenkappel)                         |
| ja   | Datei hochladen | Kath. Filialkirche hl. Kreuz HERIS-ID: 55010 Objekt-ID: 63480                                     | Trögern 15 Standort KG: Trögern                      | Mittelgroßer Bau von 1861 (bezeichnet über dem West-Portal), an barocken Vorbildern orientiert, vom Gutsbesitzer Michael Karnitscher errichtet. Vorgestellter West-Turm mit runden Schallöffnungen und Spitzdach. Einschiffiges, zweijochiges Langhaus, eingezogener einjochiger Chor, in beiden barockisierende Platzlgewölbe. Orgelempore auf zwei toskanischen Säulen. Deckenmalerei bezeichnet A. Benedik 1910 (Verklärung Christi nach J. Führich, Hl. Familie, Medaillons mit halbfiguralen Heiligen); an der Chorschlusswand illusionistische Landschaftsmalerei. | BDA-Hist.: Q38063316 Status: § 2a Stand der BDA-Liste: 2025-06-30 Name: Kath. Filialkirche hl. Kreuz GstNr.: .46 Filialkirche hl. Kreuz, Trögern                                        |